# 千羽海崖

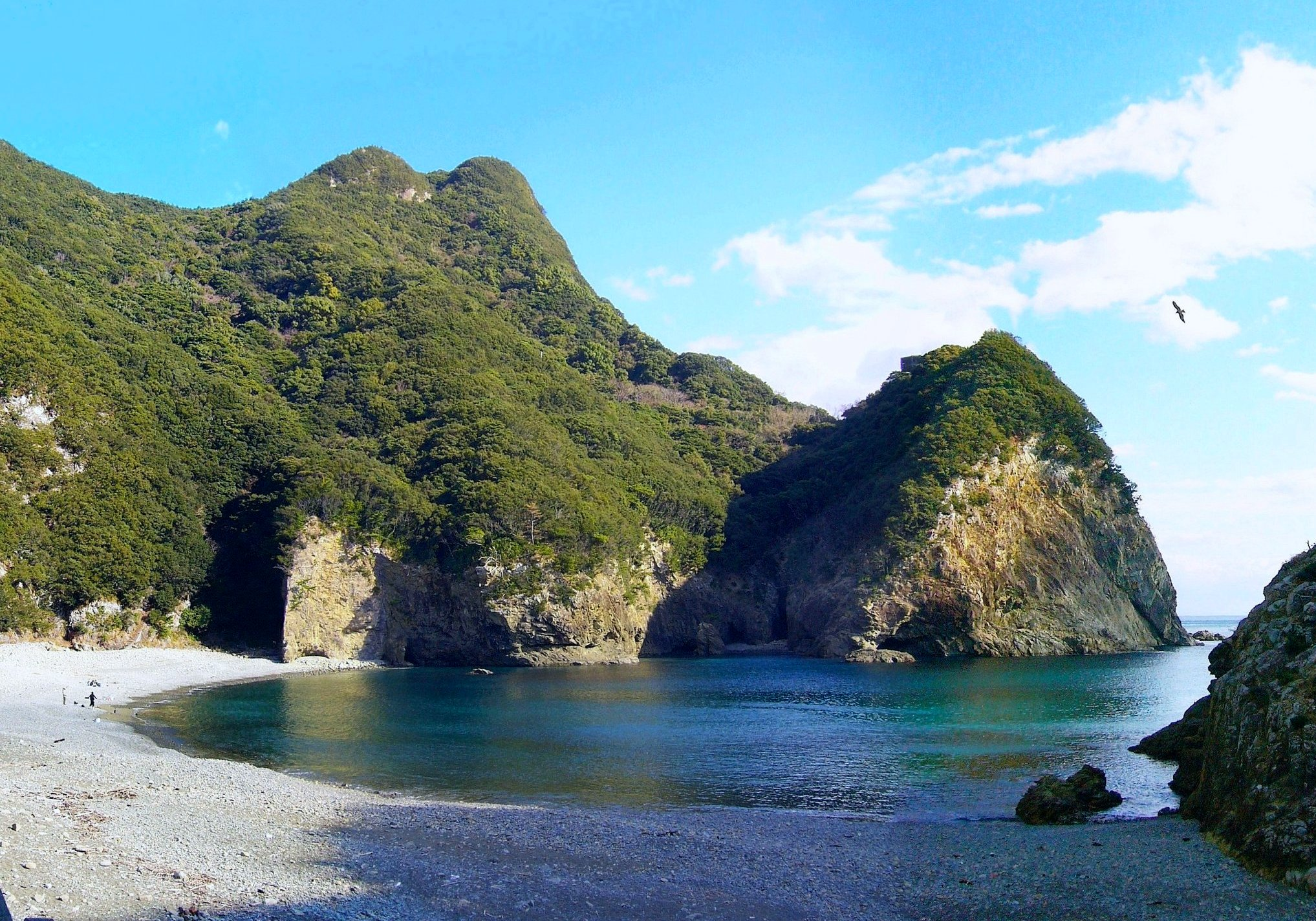
外ノ牟井の浜からの眺め

千羽海崖（せんばかいがい）は、徳島県海部郡美波町日和佐浦で、高さ約250メートルに及ぶ断崖絶壁が約2キロメートルにわたって続く海岸。多数のイワツバメが飛び立つのを見て、空海が名付けたという伝承がある。
日和佐駅や日和佐港などがある、日和佐川下流の市街地や日和佐城から見て南側で、北東から南西へと続く。景勝地として知られ、外国人を含む多くの観光客が訪れる。室戸阿南海岸国定公園特別保護地区となっている。
日和佐港発着の遊覧船で海上から一望できる。陸上から眺めるにはは、日和佐駅から「四国のみち」展望台まで徒歩90分、南阿波サンライン展望台までは自動車で15分程度。